# اتین پیور دو سنانکور
اتین پیور دو سنانکور (به فرانسه: Étienne Pivert de Senancour) نویسنده فرانسوی است.

## زندگی
سنانکور ۱۶ نوامبر سال ۱۷۷۰ در پاریس به دنیا آمد. پدر و مادرش افرادی سالمند و سخت گیر بودند به همین دلیل سنانکور دوران کودکی غمگین و افسرده‌ای داشت و در کل فردی منزوی بود. او ساعت‌های زیادی را به خواندن کتاب‌ها و نقاشی تصاویر خیالی می‌پرداخت.
در ۱۹ سالگی پدرش تصمیم گرفت که اتین وارد صومعه شود ولی از آنجایی که سنانکور به مذهب علاقه‌ای نداشت از آنجا گریخت و به سوئیس رفت. در آنجا ازدواج کرد ولی بزودی از همسرش جدا شد. سنانکور به فرانسه بازگشت.

## کار ادبی
سال ۱۹۷۵ اولین رمانش چاپ شد «الدومن یا خوشبختی در ابهام» Aldomen, ou le Bonheur dans l'obscurité). سال ۱۸۰۴ سنانکور شاهکارش را نوشت: «اوبرمان» (Oberman) رمانی که به صورت متون نامه نگاری بوداما در عصر خودش گمنام ماند تا سال ۱۸۳۳که سنت بوو نوشتن مقدمه اوبرمان را در چاپ دومش بر عهده گرفت و اینگونه بود که سنانکور منزوی به پایان غم زندگی‌اش رسید.

## مرگ
سال ۱۸۴۶ سنانکور در سن کلو در فراموشی در گذشت. پسرش روی سنگ قبر او این جمله را نوشت که خلاصه زندگی سنانکور است:
«ابدیت پناهگاه من باش.» (Éternité, sois mon asile)

## آثار
- تصورات دربارهٔ طبیعت اولیه انسان(Les Rêveries sur la nature primitive de l’homme)
- اوبرمان(Oberman)
- مشاهدات منتقدانه روی «نبوغ مسیحیت»(Observations critiques sur le “Génie du Christianisme”)
- آلدمن یا خوشبختی در ابهام(Aldomen, ou le Bonheur dans l’obscurité)
- ایزابل(Isabelle)